# 소대성전
《소대성전》(蘇大成傳)은 조선 후기의 영웅소설이다. 작자는 미상이다.
조선 후기 실의에 빠진 민중들에게 힘이 되었던 홍길동이나 임경업처럼 용맹하면서도 출생부터 남다른 영웅 소대성(蘇大成)의 이야기다. 전장에서의 카리스마는 물론, 정인(情人)에 대한 신의를 잃지 않았던 소대성은 강독사(講讀師)의 입을 통해, 방각본과 필사본을 통해 전해지며 소설의 대중화와 상업화를 이끌었다. 《소대성전》은 18세기 말 이전부터 상당히 두터운 독서 대중을 확보해 왔고, 이 시기에 이르러서 소설의 상업화 추세에 따라 방각본으로 인쇄되어 유통되었던 최초의 국문소설이었던 것으로 보인다.
잠이 많은 사람을 보고 ‘소대성이 마냥 잠만 자나’ 하고 농담조로 이를 정도로 소대성은 친숙한 인물이다. 이는 비록 소대성이 실존 인물은 아니지만, 그가 등장하는 이야기 《소대성전》이 많은 사람들에게 알려졌고 주인공 소대성이 사랑을 받아왔다는 반증이다.

## 특징

### 소설의 상업화에 첨병 역할
독자의 요구에 부응해 소설의 상업화가 활발히 진행되던 조선 후기, 《소대성전》은 두터운 독서 대중을 확보하고 큰 인기를 끌었던 것으로 보인다. 언문소설을 들려주는 것을 업으로 삼았던 강독사들의 주요 레퍼토리였음은 물론, 최초로 방각본으로 인쇄되어 유통되었던 것으로 추정되는 기록도 전한다. 방각본 출간 횟수도 그 인기를 반영하는데, 《소대성전》의 이판(異板)은 16편을 지닌 《조웅전》 다음으로 많은 8편이다. 이는 7편이 전하는 《춘향전》이나 6편이 전하는 《삼국지》와 《심청전》보다도 많은 것이다.

### 영웅소설로서의 특성
줄거리나 주인공의 인물 형상을 통해 《소대성전》이 ‘영웅소설’의 구조를 갖고 있음을 알 수 있다. 《소대성전》 역시 ‘예사롭지 않게 출생하고 비범한 자질을 갖춘 고귀한 신분의 주인공이 뜻밖의 재난으로 위기에 부딪혀 시련을 겪다가 구출자의 도움을 얻어 이를 모면하고, 힘과 지혜를 기른 뒤 마침내 세상에 다시 나아가 악의 세력을 무찌르고 영광을 쟁취한다’는 것으로 줄거리를 집약할 수 있기 때문이다.

## 줄거리
소대성은 고귀한 신분으로 태어났으나 조실부모하여 품팔이와 걸식으로 연명한다. 이승상이 꿈을 꾸고 대성을 찾아 집으로 데려와 딸 채봉과 혼약을 서두른다. 이승상이 죽은 뒤 남은 가족들이 대성을 박해하자 그는 가출을 감행한다. 방황하는 도중 노승을 만나 병법과 무술을 공부하고 호국(胡國)의 침입이 있자 출정하여 큰 공을 세운다. 노국왕이 된 대성은 그 때까지 기다리고 있던 약혼자 채봉을 만나 인연을 맺고 선정을 베푼다.

## 같이 보기
- 《홍길동전》: ‘영웅의 일생’이 잘 그려져 있으며 시대와 줄거리 면에서 《소대성전》과 매우 유사하다.